# Lissogenius simplicipes
Lissogenius simplicipes är en skalbaggsart som beskrevs av Thierry Bourgoin 1921. Lissogenius simplicipes ingår i släktet Lissogenius och familjen Cetoniidae. Inga underarter finns listade i Catalogue of Life.